# Louis-Alexandre de Bourbon, conte de Toulouse
Louis Alexandre de Bourbon, conte de Toulouse (1681), duce de Penthièvre (1697), d'Arc, de Châteauvillain și de Rambouillet (1711), (6 iunie 1678 – 1 decembrie 1737), a fost fiu al regelui Ludovic al XIV-lea al Franței și al maîtresse-en-titre, Françoise-Athénaïs de Montespan. La vârsta de cinci ani a devenit Mare Amiral al Franței.

## Biografie
Născut la Castelul Clagny din Versailles, Louis Alexandre de Bourbon a fost al treilea fiu și cel mai mic copil al regelui Ludovic al XIV-lea cu metresa sa Madame de Montespan. După naștere a fost dat în grija Madame de Monchevreuil, împreună cu sora lui mai mare, Françoise-Marie de Bourbon.
Louis Alexandre a fost creat Conte de Toulouse în 1681 în momentul legitimizării lui, și, în 1683, la vârsta de cinci ani a fost numit mare amiral. În februarie 1684, el a devenit colonel al unui regiment de infanterie numit după el și în 1693 mestre de camp al unui regiment de cavalerie. În timpul Războiului spaniol de succesiune, a primit sarcina să apere Sicilia. În ianuarie 1689 a fost numit guvernator al Guyenne, un titlu pe care l-a schimbat șase ani mai târziu cu cel de guvernator de Bretania. La 3 ianuarie 1696, a fost creat mareșal al Franței, devenind comandant al armatei regale anul următor. În timpul Războiului spaniol de succesiune el a comandat flota franceză în Bătălia de la Vélez-Málaga în 1704.
Propunerea sa de căsătorie pentru Charlottei de Lorena, Mademoiselle d'Armagnac, membră a unei ramuri a Casei de Guise s-a lovit de refuzul categoric al tatălui său, regele Ludovic al XIV-lea.

## Căsătorie
La Paris, la 2 februarie 1723, contele de Toulouse s-a căsătorit cu Marie Victoire de Noailles, o fiică a lui Anne Jules, duce de Noailles. Ea era văduva lui Louis de Pardaillan de Gondrin (1688-1712), nepotul său, fiul fratelui său vitreg Louis Antoine de Pardaillan de Gondrin, a cărui mamă era Madame de Montespan. Mariajul a fost ținut secret până la moartea regentului. Cuplul a avut un fiu:
- Louis Jean Marie de Bourbon, Duce de Penthièvre (1725–1793).